# La Bande à Basile
La Bande à Basile es un grupo musical surgido en Francia a fines de los años 70. Las letras de sus canciones son de corte "fiestero".
Cada uno de sus miembros tiene un personaje determinado, y sus atuendos están inspirados principalmente en la Commedia dell'arte.
El grupo apareció por primera vez en la televisión en 1977, durante la emisión del programa Les rendez-vous du Dimanche de Michel Drucker, bajo el nombre Les Chansons françaises.
La canción La Chenille vendió 2 millones de copias en Francia. La canción  On va faire la java con André Verchuren vendión 1,5 millones de copias.
En 2010, La Bande à Basile forma parte de la gira  Âge tendre et Têtes de bois, en su quinta temporada, junto a Michèle Torr, Sheila, Hervé Vilard, Georgette Lemaire, Alain Turban, entre otros.

## Integrantes
El grupo está compuesto por:
- "Basile"
  - Gérard Curci,
  - Raymond Jeannot ;
- "Arlequin"
  - Colin d'Autin ;
- "Arlequine"
  - Christine Minier ;
- "Colombine"
  - Céline Blondel,
  - Sloane ;
- "La Gitane"
  - Alix Jeannot,
  - Julie Pietri ;
- "Le Marin"
  - Patrick Arnaud ;
- "Framboise"
  - Françoise Ney ;
- "Le Poète"
  - Michel Quereuil ;
- "Petit Pois"
  - Aline Still ;

Otros miembros son:
- Albane Alcalay
- Thierry Brossard
- Florence Davis
- Patrick Jaymes
- Michel Leprince
- Christian Pewzner
- Françoise Pourcel
- Sapho
- Claude-Michel Schönberg

## Discografía

### Singles
- 1977 : Les chansons Françaises
- 1977 : Chantez Français Dansez Français
- 1978 : La chenille
- 1993 : Chaud ! Chaud !

### Álbumes de estudio
- Les chansons françaises (1977)
- 2ème album (1978)
- Le marchand de sable (1979)
- On va faire la java (1989/1990)
- Sacré Maurice (1992)
- La France se marre (1993)
- La fête en famille (1996)
- La fête à Basile (1997)
- Les années 2000 (1999/2000)
- Chantons Noël (2001)
- Carnaval (2002)
- La Fête à Basile (2003)